# Трёх Святителей (линейный корабль, 1810)
«Трёх Святи́телей» — 74-пушечный парусный линейный корабль Балтийского флота России. Был заложен 15 (27) января 1810 года в Санкт-Петербургском Главном адмиралтействе, спущен на воду 30 сентября (12 октября) 1810 года. Строитель — И. В. Курепанов. Корабль принимал участие в Отечественной войне 1812 года и последовавшей войне с Францией.

## История постройки
Управляющий Морским министерством адмирал И. И. де Траверсе приказал окончить строительство в течение восьми месяцев, из-за чего были приостановлены работы на трёх кораблях, все плотники с которых были переведены на строительство «Трёх Святителей». В результате корабль был готов к концу сентября 1810 года.

## История службы
В октябре 1812 года корабль с эскадрой контр-адмирала М. П. Коробки вышел из Кронштадта в Англию для участия в совместных операциях против французского флота. 29 ноября корабль прибыл в Ширнесс и до мая 1814 года находился в Англии, крейсируя с кораблями британского флота, после чего с эскадрой вице-адмирала Кроуна занимался перевозкой русских войск в Кронштадт. 25 мая корабль вышел из Ширнесса и через два дня прибыл в Шербур, где эскадра забрала войска, которые были доставлены в Кронштадт 8 июля. В августе были перевезены войска из Любека.
Осенью 1817 года «Трёх Святителей» с эскадрой контр-адмирала А. В. Моллера вышел из Ревеля в Кадис и в 1818 году вместе с фрегатом «Меркурий» и кораблями «Нептунус», «Норд-Адлер», Любек и Дрезден был продан Испании согласно Мадридскому договору. Экипаж корабля вернулся в Россию на транспортных судах. В испанском флоте носил название «Velasco». Сломан в 1821 году.

## Командиры
Командирами корабля служили:
1. 1811 — А. Т. Быченский
2. 1812—1814 — В. Р. Розе
3. 1817—1818 — капитан 1-го ранга А. П. Фондезин